# LAT
LAT (англ. Linker for activation of T-cells) – білок, який кодується однойменним геном, розташованим у людей на короткому плечі 16-ї хромосоми. Довжина поліпептидного ланцюга білка становить 262 амінокислот, а молекулярна маса — 27 930.
| 10         |  | 20         |  | 30         |  | 40         |  | 50         |
| ---------- |  | ---------- |  | ---------- |  | ---------- |  | ---------- |
| MEEAILVPCV |  | LGLLLLPILA |  | MLMALCVHCH |  | RLPGSYDSTS |  | SDSLYPRGIQ |
| FKRPHTVAPW |  | PPAYPPVTSY |  | PPLSQPDLLP |  | IPRSPQPLGG |  | SHRTPSSRRD |
| SDGANSVASY |  | ENEGASGIRG |  | AQAGWGVWGP |  | SWTRLTPVSL |  | PPEPACEDAD |
| EDEDDYHNPG |  | YLVVLPDSTP |  | ATSTAAPSAP |  | ALSTPGIRDS |  | AFSMESIDDY |
| VNVPESGESA |  | EASLDGSREY |  | VNVSQELHPG |  | AAKTEPAALS |  | SQEAEEVEEE |
| GAPDYENLQE |  | LN         |  |            |  |            |  |            |

A: Аланін

C: Цистеїн

D: Аспарагінова кислота

E: Глутамінова кислота

F: Фенілаланін

G: Гліцин

H: Гістидин

I: Ізолейцин

K: Лізин

L: Лейцин

M: Метіонін

N: Аспарагін

P: Пролін

Q: Глутамін

R: Аргінін

S: Серин

T: Треонін

V: Валін

W: Триптофан

Кодований геном білок за функцією належить до фосфопротеїнів. 
Задіяний у таких біологічних процесах, як адаптивний імунітет, імунітет, альтернативний сплайсинг. 
Локалізований у клітинній мембрані, мембрані.